# Eporedorige
Eporedorige (in latino Eporedorix; fl. I secolo a.C.) è stato un condottiero gallo, comandante del popolo degli Edui durante la campagna gallica di Cesare.

## Dalla parte di Cesare
La sua storia è parallela a quella di Viridomaro. Secondo Cesare erano entrambi giovani ragazzi (adulescens è la parola usata da Cesare), dotati di un forte prestigio. Le origini di Eporedorige erano di alto lignaggio, a differenza di quelle di Viridomaro che doveva la sua ascesa all'iniziativa di Cesare, consigliato da Diviziaco (Diviciaco).
I due erano si contendevano il primato tra gli Edui: durante la controversia insorta tra Convictolitave e Coto, per l'assegnazione della magistratura, i due si ritrovarono su parti opposte.

### La battaglia di Gergovia
In prossimità dell'assedio di Gergovia, il suo concittadino Litavicco li vorrebbe far credere entrambi morti e, tra le lacrime, si dà a spargere la voce di una loro esecuzione ad opera dei Romani; lo scopo è quello di ottenere la defezione dei cavalieri edui che dovevano dare appoggio a Cesare. Eporedorige, che insieme a Viridomaro era stato integrato nella cavalleria di Cesare, viene a conoscenza del piano di Litavicco e lo rivela nella notte a Cesare, permettendogli di demistificare immediatamente l'inganno. 

## Dalla parte di Vercingetorige
Ma la fedeltà non durerà a lungo: dopo lo scacco subito a Gergovia, Cesare assisterà alla defezione di entrambi. I due, allontanatisi dalle truppe di Cesare con l'intenzione di prevenire una ribellione nel territorio degli Edui, una volta giunti Noviodunum si schierano invece al fianco di Vercingetorige: massacrano la piccola guarnigione e i mercanti romani che vi si trovavano, si dividono le ricchezze della città e la danno alle fiamme, non potendola mantenere né volendo lasciarla alla disponibilità di Cesare per gli approvvigionamenti delle sue milizie. Radunate alcune truppe, i due continueranno la tattica della terra bruciata destinata a lasciare indietro l'armata di Cesare.
Cesare attribuisce le loro azioni più a un'ambizione personale che a un sincero ricongiungimento alla causa di Vercingetorige: nutrendo delle alte ambizioni, non si sarebbero sottomessi, se non controvoglia, all'autorità del capo arverne dei ribelli; ma è anche da dire che la loro città sembrava allora verso perso il rango e l'autorità che Cesare gli aveva conferito.

### In soccorso di Vercingetorige ad Alesia
Dopo l'inizio dell'assedio di Alesia, l'assemblea dei capi gallici ribelli sceglie un gruppo di capi per guidare l'esercito inviato in soccorso degli assediati: fra questi vi è Eporedorige, insieme a Viridomaro, a Commio l'atrebate a Vercassivellauno l'arverno. Si trovarono allora, secondo Cesare, alla testa di 8.000 cavalieri e 140.000 fanti radunati in territorio eduo. L'armata di soccorso era destinata a spezzare l'assedio, impresa nella quale non avrà successo. Da quel momento si perdono le tracce di Eporedorige e Viridomaro.